# تاد لسنس
تاد جیمز لسنس (به انگلیسی: Todd Lasance) یک بازیگر و هنرپیشه استرالیایی است که عمدتاً بخاطر بازی در سریال خانه و دوری، خاطرات خون‌آشام و نجات: عملیات ویژه شناخته شده است.

## زندگی شخصی
لسنس پسر رابرت و جن لسنس است و یک برادر بزرگتر به نام چاد دارد. او و خانواده اش در شهر مداوی، نیو ساوت ولز زندگی می‌کردند. اما در سال ۲۰۰۲ به نزدیکی شهر نیوکاسل نقل مکان کردند. او به دانشگاه سنت فیلیپز کریستین رفت و در رشته درام تحصیل کرد. سپس در سیدنی در مدرسه اسکرین وایز تحصیلات رسمی خود برای بازیگری را ادامه داد. در دسامبر ۲۰۰۸، او به اسکرین وایز بازگشت تا در ترمی کوتاه به دانشجویان جوان، آموزش بازیگری دهد. 
کار بازیگری باعث شد به سیدنی برود. آنجا با مارک فرز هم‌خانه بود. به‌علاوه با لینکولن لویس نیز مدتی هم‌خانه بود.
در دسامبر ۲۰۰۸، لسنس در موزیک ویدیوی آهنگ «عادت موردعلاقه» ازگروه فالکن رود حضور پیدا کرد.
در ۱۰ آگوست ۲۰۰۸، لسنس با ماشین تویوتا سوپرای خود به ماشین زن مسنی زد و دچار حادثه شد. او و همراهش جراحات جزئی برداشتند اما زن مسن وضع وخیمی داشت؛ او بعداً بهبود یافت.

### دستگیری
در ۱۲ دسامبر ۲۰۰۹، لسنس در کلاب شبانه کینگز کراس به دلیل همراه داشتن کوکائین دستگیر شد. متعاقباً محکوم به دادن تعهد ۱۲ماهه برای رفتار خوب شد.